# Jean-Nicolas-Louis Durand

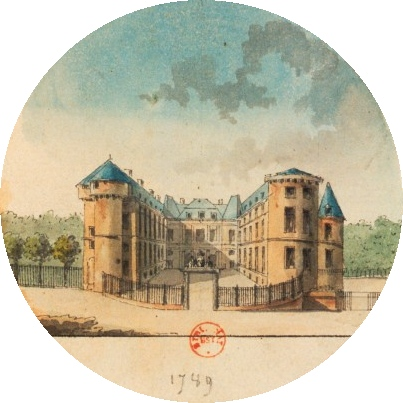
O castelo de Rambouillet projetado por Jean Nicolas Louis Durand.

Jean-Nicolas-Louis Durand (Paris, 18 de setembro de 1760 – Thiais, 31 de dezembro de 1834) foi um arquiteto e teórico da arquitectura francês que influenciou o debate arquitectónico para além das fronteiras nacionais. Foi professor de arquitetura da Escola Central de Obras Públicas (actual École Polytechnique) e pioneiro da casa modular. Durand trabalhou durante vários anos sob a direcção de Étienne-Louis Boullée. Professor bastante influente, era um defensor do funcionalismo e economia na construção. No seu tratado de maior reconhecimento, "Précis des lecons d'architecture", planeou um método esquemático e racional de projetar edifícios, utilizado pela arquitetura beauxartiana antes do surgimento da arquitetura moderna.

## Publicações
- Recueil et parallèle des édifices de tout genre, anciens et modernes : remarquables par leur beauté, par leur grandeur, ou par leur singularité, et dessinés sur une même échelle (1800), ed. Gillé fils, detto il Grand Durand ;
- Précis des leçons d'architecture données à l'École royale polytechnique (2 vol., 1809) pub. a expensas do autor, referido por Petit Durand (vol. I e vol. II)
- Nouveau précis des leçons d'architecture : données à l'École impériale polytechnique (1813), ed. Fantin.